# Terre d'Edels
 (janvier 2023).
Si vous disposez d'ouvrages ou d'articles de référence ou si vous connaissez des sites web de qualité traitant du thème abordé ici, merci de compléter l'article en donnant les références utiles à sa vérifiabilité et en les liant à la section « Notes et références ».

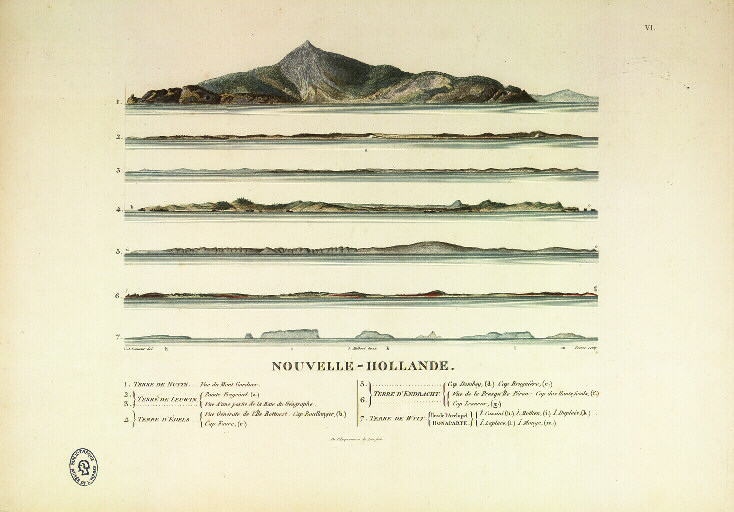
Illustrations du Voyage de découvertes aux terres australes représentant différentes côtes de la Nouvelle-Hollande, parmi lesquelles certaines situées en Terre d'Edels.

Terre d'Edels est le nom que l'on donnait autrefois en français à une région côtière de l'Australie, alors que cette dernière était encore appelée Nouvelle-Hollande. 
Portant le nom de son découvreur en 1619, le Hollandais Jan van Edel, elle est délimitée par la terre de Leeuwin au sud et par la terre d'Endracht au nord. 
Elle occupait la partie sud du littoral ouest de l'actuelle Australie-Occidentale, sans pour autant atteindre les caps les plus méridionaux. Elle s'étendait donc sur des rivages relevant aujourd'hui du Mid West et du Wheatbelt.